# 黒ビール

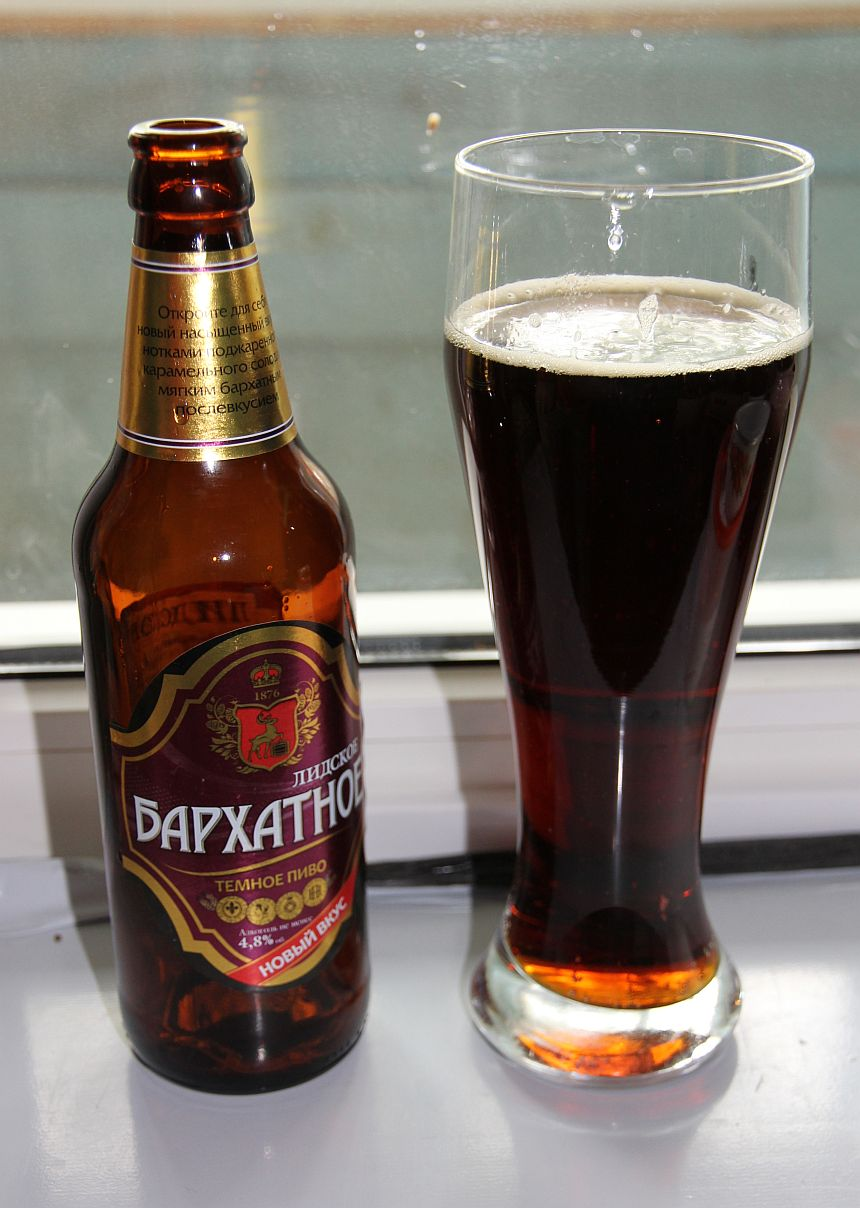
黒ビール

黒ビール（くろビール）とは、黒色から黒茶色など濃褐色をしたビールを指す総称。

## 概要
黒ビールは、淡色麦芽と濃色麦芽をブレンドしており、高温で焙煎・乾燥させてつくる濃色麦芽の色合いによって黒い色が生まれる。しっかりとしながらもどこかやわらかい味わい、カラメル臭やロースト臭が特徴である。日本の主要ビールメーカーの多くが黒ビール商品を販売しているが、ビール全体に占める割合は1％程度である。
日本においては、『ビールの表示に関する公正競争規約及び施行規則』で、「黒ビール及びブラックビール」を次のように定義している。
濃色の麦芽を原料の一部に用いた色の濃いビールでなければ、黒ビール又はブラックビールと表示してはならない。
法文では、材料（大麦、小麦など）や発酵方法（上面発酵（エール）・下面発酵（ラガー））の違いを含んでいない。そのため、一般的なビールの分類法（スタイル）では異なる分類であるスタウト（上面発酵）、シュヴァルツビール（下面発酵）のどちらも黒ビールと名乗って販売することが可能になっている。